# Mount Gleeson
Mount Gleeson är ett berg i Antarktis. Det ligger i Östantarktis. Australien gör anspråk på området. Toppen på Mount Gleeson är 1 359 meter över havet, eller 45 meter över den omgivande terrängen. Bredden vid basen är 4,7 km.
Terrängen runt Mount Gleeson är huvudsakligen platt, men österut är den kuperad. Trakten är obefolkad. Det finns inga samhällen i närheten.